# Eugen Motsch
Karl Eugen Motsch (* 13. August 1932 in St. Ingbert; † 12. März 2003 ebenda) war ein Heimatdichter, der überwiegend in Saarländisch, zum Teil aber auch auf Hochdeutsch geschrieben hat.

## Leben
Motsch war Sohn eines Bauarbeiters und wuchs in St. Ingbert auf. Die Volksschule beendete er kriegsbedingt frühzeitig und besuchte nach dem Krieg aufgrund früh entwickelter Freude am Schreiben einen weiterbildenden Fernkurs der Studiengemeinschaft Darmstadt, zunächst auf Hochdeutsch, später in Mundart. Unmittelbar nach dem Krieg arbeitete er zunächst in der St. Ingberter Grube (Rischbachstollen) und in verschiedenen Brauereien.
Seine erste Veröffentlichung war 1966 ein Dialektgedicht in der monatlich erscheinenden Bergwerkszeitschrift „Schacht und Heim“, die von der Saarbergwerke AG herausgegeben wurde. Insgesamt drehten sich seine Themen überwiegend um den Beruf des Bergmanns, Alltagsbegebenheiten und heimatliche Geschichte. Er ist dabei durchaus gesellschaftskritisch und legt sein Augenmerk auf soziale Unzulänglichkeiten, fehlende Zivilcourage, mangelnde Hilfsbereitschaft oder Diskriminierung von Außenseitern. Tenor ist jedoch eine positive Lebenseinstellung.
Neben mehreren eigenen Gedichtbänden war Motsch Mitverfasser des Standardwerkes „St. Ingberter Wörterbuch“ (1997) (zusammen mit der Mundartexpertin Edith Braun und dem Phonetiker und Sprachwissenschaftler Max Mangold). Dieses Wörterbuch umfasst 12.000 Stichworte, mit dem der größte Teil des Dialektes der Stadt St. Ingbert dokumentiert sein dürfte. Darüber hinaus sind darin wichtige grammatische Formen, Teile der Satzlehre, Redensarten und Alltagssprüche zu finden.

## Werke
- Engebroggeldes. Mundartgedichte, Rohrbach, 1988
- Dehämm em Oord. Mundartgedichte, Rohrbach, 1990
- Gedischde, Ballaade on dausend Uuznoome aus Dengmerd, Haasel on Rohrbach, Rohrbach 1994
- Edith Braun, Max Mangold, Eugen Motsch: St. Ingberter Wörterbuch, St. Ingbert 1997
- Zwische Geiskärsch onn Schmöls. Gedichte in Mundart aus St. Ingbert on Dromeromm, Rohrbach 2001